# Таврийское (Скадовский район)
Таврийское (укр. Таврійське) — село в Голопристанской городской общине Скадовского района Херсонской области Украины. В феврале 2022 года, во время вторжения России на Украину, село было захвачено. На данный момент находится под оккупацией ВС РФ.
Население по переписи 2001 года составляло 2089 человек. Почтовый индекс — 75656. Телефонный код — 5539. Код КОАТУУ — 6522385401.

## Местный совет
75656, Херсонская обл., Голопристанский р-н, с. Таврийское, ул. Лесная, 80